# Van Doerne

Stamwapen

Het geslacht Van Doerne was van oorsprong een ministeriaal middeleeuws geslacht uit Deurne, verbonden aan de hertogen van Brabant. De namen Gevard en Everard komen veelvuldig in deze familie voor.

## Bloei in de middeleeuwen
Als stamvader wordt Gheyvardus van Doerne beschouwd. Hij werd in 1306 vermeld als lid van een seendgerecht, en was gehuwd met een dame uit het geslacht Van den Bogaard. Vóór 1334 overleed hij. Over zijn voorvaderen tasten we in het duister. Hij is waarschijnlijk een nazaat van Gevardus, meier van de abdij van Echternach te Deurne omstreeks 1200. Deze Gevardus had opvallend genoeg ook een broer Everardus, die een 'gewoon' horig hoevenaar namens Echternach in Deurne was. Het lijkt erop, dat in de loop van de late middeleeuwen de meiers van Echternach zijn overgestapt naar de invloedssfeer van de hertog van Brabant, die als opkomende landsheerlijke macht hen hiervoor heeft beloond met de lage heerlijkheidsrechten.
In de loop van de late middeleeuwen bestonden er twee takken van de familie. De eerste, die van Gheyvardus' zoon Gevard (overleden vóór 1350), leverde de heren van Deurne tot 1456. De familie woonde aanvankelijk op het Cranendoncks leengoed Ter Vloet in het Kerkeind, maar verplaatste de residentie omstreeks 1380 naar het Haageind, waar het Klein Kasteel en een naastgelegen watermolen werden gebouwd. Gevard's achterkleinzoon Jan van Doerne moest in 1456 de heerlijkheid van de hand doen, omdat wettige erfgenamen ontbraken.
De tweede zoon van Gheyvardus, Everard (overleden vóór 1371), had eveneens nageslacht. Zijn zoon Gevard van Doerne (overleden tussen 1407 en 1409) liet vermoedelijk kort vóór 1397 het Groot Kasteel bouwen, tegenover dat van zijn verwanten uit de andere tak van de familie. In 1519 kochten zijn nazaten zowel het Klein Kasteel als de heerlijkheidsrechten, waardoor voor het eerst in de historie de nazaten van Everard zich heer van Deurne mochten noemen.

## Verval van de familie
Na de dood van Jan van Doerne in 1606 gingen de heerlijkheid en beide kastelen over in handen van het geslacht Van Wittenhorst via Van Doerne's enige dochter. In 1653 verdween de heerlijkheid ook uit de handen van dit nageslacht. De macht van de Van Doerne's was toen tanende. Nog tot in 1724 hadden zij de heerlijkheid Asten in handen, die zij in het midden van de 17e eeuw via huwelijk hadden verkregen. De rechten op het Blokhuis in Liessel verloren zij al in 1657.

## Een 'gewone' familie
Op de Astens/Liesselse tak van de familie na verviel de familie in de 17e eeuw tot een vrij gemiddelde plattelandsfamilie. Door taalontwikkelingen evolueerde de familienaam tot Van Doorne. Ooit was de familie zeer uitgebreid, maar in de 20e eeuw was hier nog weinig van over. Het huidige nageslacht van de familie Van Doerne bestaat naast een Rotterdamse en Steenwijkse tak voor wat betreft het gedeelte in Deurne uitsluitend uit de nazaten van Hendricus van Doorne (1885-1966), timmerman.

## Misverstanden
Lang werd gedacht dat ook Hub van Doorne uit deze familie stamde. Dat bleek evenwel niet zo te zijn. Hij is een nazaat van de Gerwense familie Van Dooren, die geen enkele verwantschap met de Van Doerne's vertoont.
De Amerikaan William van Dusen beweerde in 1957 een afstammeling te zijn van de Van Doerne's via een zekere Abraham Pietersz van Doorne, die in 1621 naar Noord-Amerika voer. Onderzoek heeft tot op heden niet uitgewezen dat dit verhaal op waarheid berust. Het bestaan van deze Abraham als telg van de Van Doerne's is niet aangetoond. Indien dat wel het geval zou zijn, zou het in elk geval geen bijzonderheid zijn. Ook nu nog wonen in Deurne Van Doorne's die van de heren van Deurne afstammen (zie boven).

## Bekende telgen
- Anna Wilhelmina van Doerne, vrouwe van Asten
- Claes Claesz. van Doerne, schout van Deurne
- Everard van Doerne, edelman
- Everard van Doerne, heer van Deurne
- Everard van Doerne, heer van Asten
- Gevard van Doerne, heer van Deurne
- Gevard van Doerne, pandhebber van de hoge jurisdictie en edelman
- Gevard van Doerne, heer van Deurne
- Gevart van Doerne, schout van Deurne
- Hendrick van Doerne, edelman
- Hendrick van Doerne, geestelijke, en heer van Deurne
- Jan van Doerne, heer van Deurne (15e eeuw)
- Jan van Doerne, heer van Deurne (16e eeuw)
- Willem van Doerne, heer van Deurne